# Brendon Hartley
Brendon Morris Hartley (Palmerston North, 10 novembre 1989) è un pilota automobilistico neozelandese, quattro volte campione del mondo Endurance nel 2015, nel 2017, 2022 e nel 2023, inoltre, ha vinto tre volte la 24 Ore di Le Mans nel 2017, 2020 e nel 2022.
Ha corso due stagioni, dal 2017 al 2018, in Formula 1 con la Scuderia Toro Rosso.

## Carriera

### Formula 1

#### 2008-2010: Red Bull e Toro Rosso
Nel febbraio 2008, all'età di 18 anni, Hartley ebbe un primo assaggio della Formula 1. Fu invitato dalla Red Bull, per uno show a Riyadh. Da lì, sono seguiti 3 giorni di prove per la Toro Rosso con una vettura del 2008, la Red Bull RB4.
Nel novembre 2008, è stato chiamato per dei test, insieme al test driver ufficiale Sébastien Buemi, dopo l'incidente di Mark Webber occorso in bicicletta.
Per la stagione 2009, Hartley è stato nominato come riserva ufficiale sia per la Red Bull, sia per il team Toro Rosso.
Non essendo stato però in possesso della superlicenza fino all'aprile 2009, il suo ruolo di tester è stato ricoperto, per le prime gare della stagione dal pilota David Coulthard, ritiratosi dalle corse alla fine della stagione 2008. Il pilota neozelandese, dopo aver ottenuto la superlicenza, viene ufficialmente nominato pilota di riserva della Red Bull.
Dal Gran Premio di Germania viene sostituito da Jaime Alguersuari.
Nella stagione 2010 viene riconfermato come tester oltre a militare nella World Series by Renault.
Da luglio 2010 viene interrotto il suo legame con la Red Bull.

#### 2012-2013: Collaudatore della Mercedes
Per le stagioni 2012 e 2013 viene scelto dalla Mercedes come collaudatore. Va così ad affiancare i due piloti titolari. In questo biennio svolge test al simulatore ed in pista con la W03 e W04. Al termine della stagione 2013 non viene riconfermato dal team Mercedes.

#### 2017-2018: Il ritorno in Toro Rosso

##### 2017: Prime gare in Formula 1

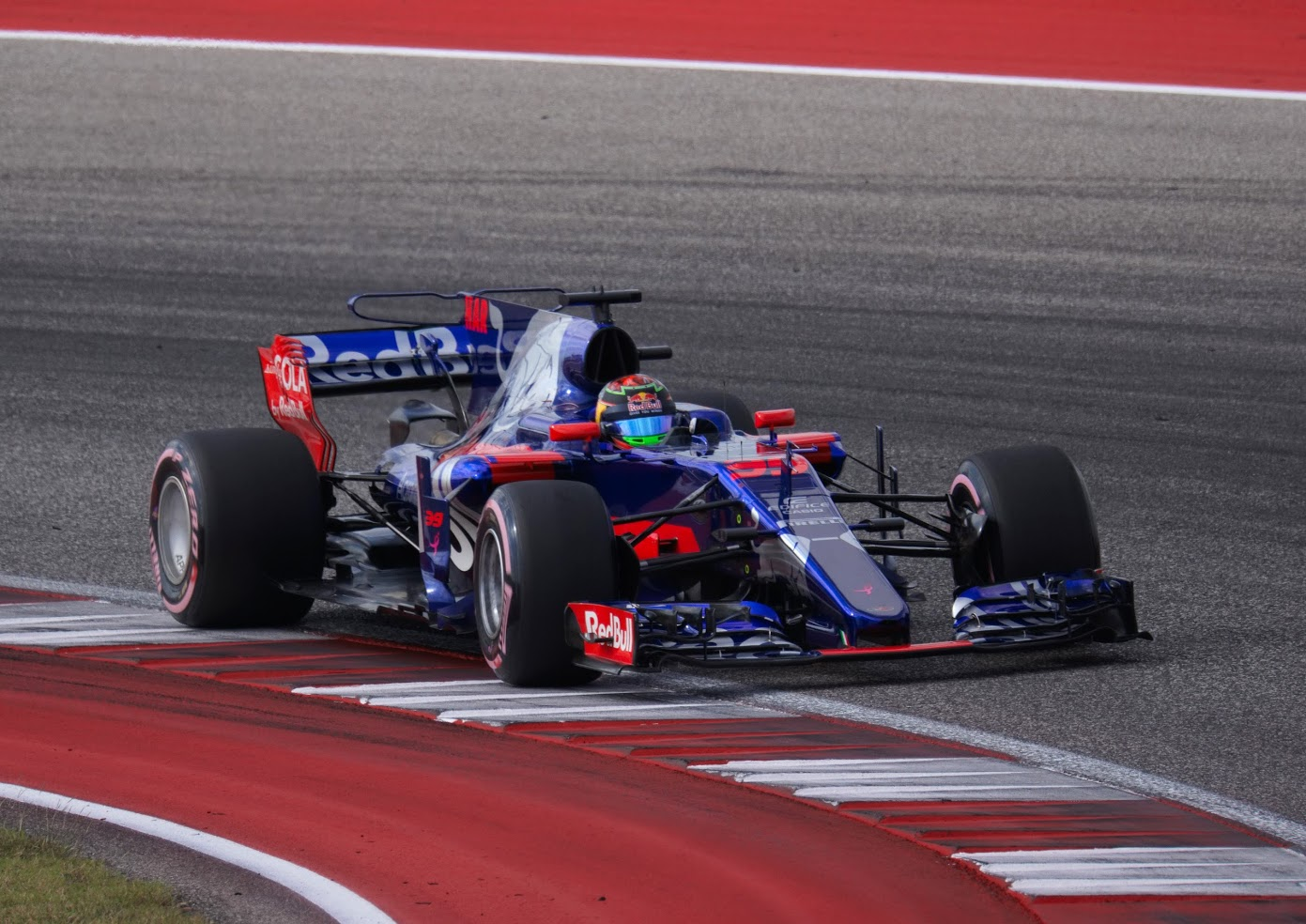
Hartley all'esordio in Formula 1

Nel 2017 fa ritorno nell'orbita Red Bull, poiché viene scelto dalla Toro Rosso per sostituire Pierre Gasly al Gran Premio degli Stati Uniti ad Austin. Il suo numero di gara è il 39; conclude al tredicesimo posto e viene riconfermato inizialmente anche per il Gran Premio del Messico, e in un secondo momento fino al termine della stagione, al posto di Daniil Kvjat. Ciò ha comportato il cambio del suo numero di gara, in quanto il precedente era destinato ai piloti di riserva della scuderia; la nuova scelta è caduta sul 28.

##### 2018: Stagione completa

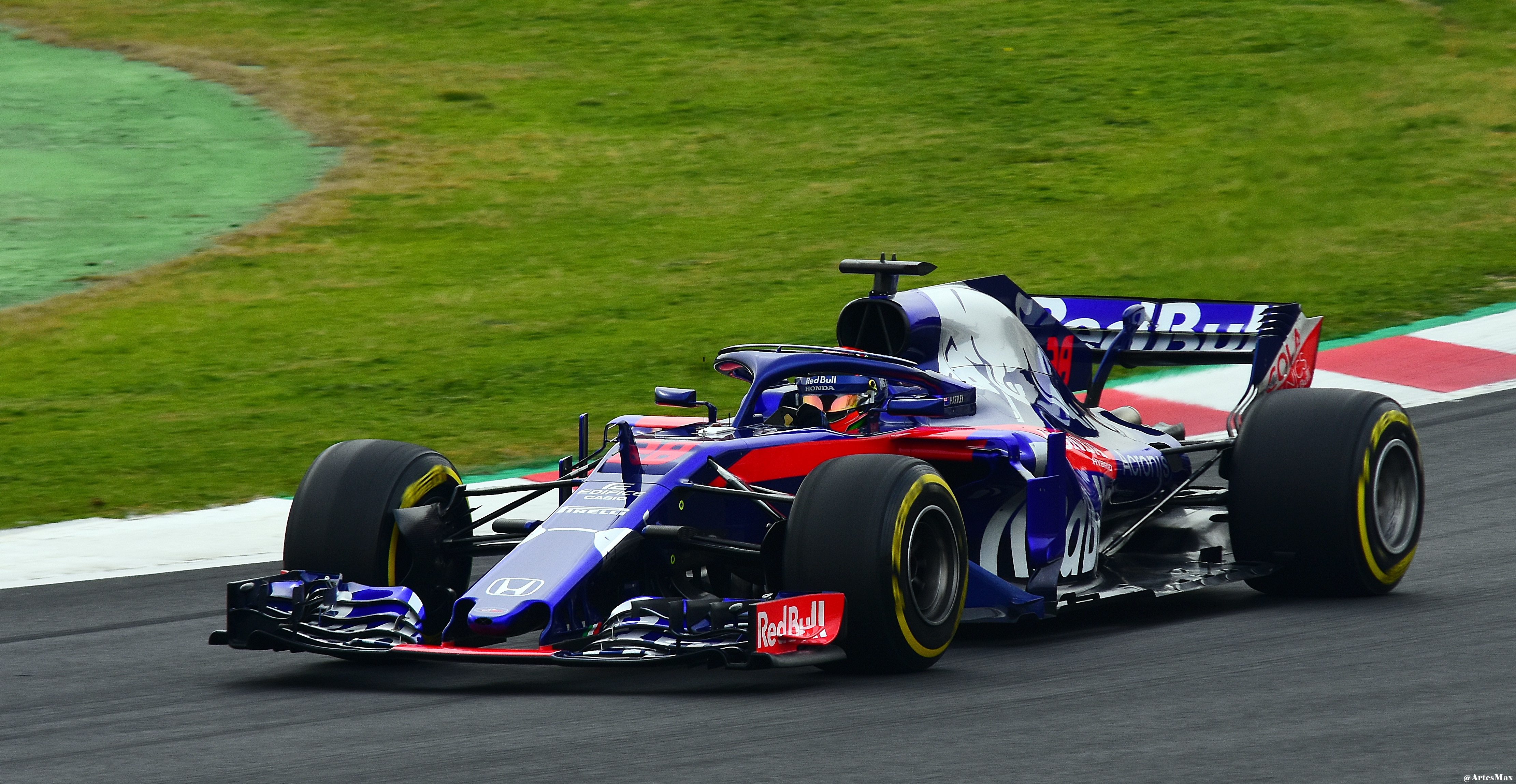
Hartley ai test 2018 con la Toro Rosso STR13.

Il pilota viene confermato come titolare per la stagione 2018. Il campionato comincia in salita per Hartley, che va fuori dai punti nelle prime tre gare. Nel Gran Premio d'Azerbaigian, quarta gara stagionale, si classifica in decima posizione conquistando il suo primo punto in Formula 1. Nelle gare successive termina fuori dalla zona punti, incluso anche un ritiro nel Gran Premio del Canada, a causa di un incidente al primo giro con Lance Stroll. Nemmeno i Gran Premi successivi sono buoni per il neozelandese, costretto poi al ritiro in Austria e in Gran Bretagna. Nel Gran Premio di Germania, disputato sul circuito di Hockeneim, conquista un altro punto grazie al decimo posto, mentre in Ungheria termina undicesimo. Torna a punti anche nel Gran Premio degli Stati Uniti, giungendo nono.
La scuderia non lo riconferma titolare per la stagione 2019, preferendogli l'esordiente Alexander Albon.

#### 2019: Simulatore Ferrari
Nella stagione 2019 viene ingaggiato dalla Ferrari come addetto al simulatore e lo sviluppo insieme a Pascal Wehrlein e Antonio Fuoco. L'anno successivo lascia questo ruolo e il team italiano prende al suo posto Antonio Giovinazzi.

### Formula E

#### 2019-2020: Test ed esordio con la Dragon
Dopo aver avuto un primo assaggio della Formula E facendo dei test con la Porsche, Brendon approda nella categoria elettrica con il team Dragon per disputare il campionato 2019-20. Ma dopo le prime cinque gare Hartley decide di lasciare il team ed viene sostituito da Sérgio Sette Câmara.

### Mondiale Endurance

#### Murphy Prototypes (2012-2013)
Nel 2012 Brendon Hartley partecipa per la prima volta alla 24 Ore di Le Mans, su una Oreca 03-Nissan della Murphy Prototypes di classe LMP2, ritirandosi però al 196º giro.
Nel 2013 ha partecipato, sempre per la Murphy Prototypes, nell'ELMS (European Le Mans Series) con l'Oreca 03. Partecipa di nuovo alla 24 Ore di Le Mans, dove è sesto di classe e dodicesimo assoluto.

#### Porsche (2014-2017)

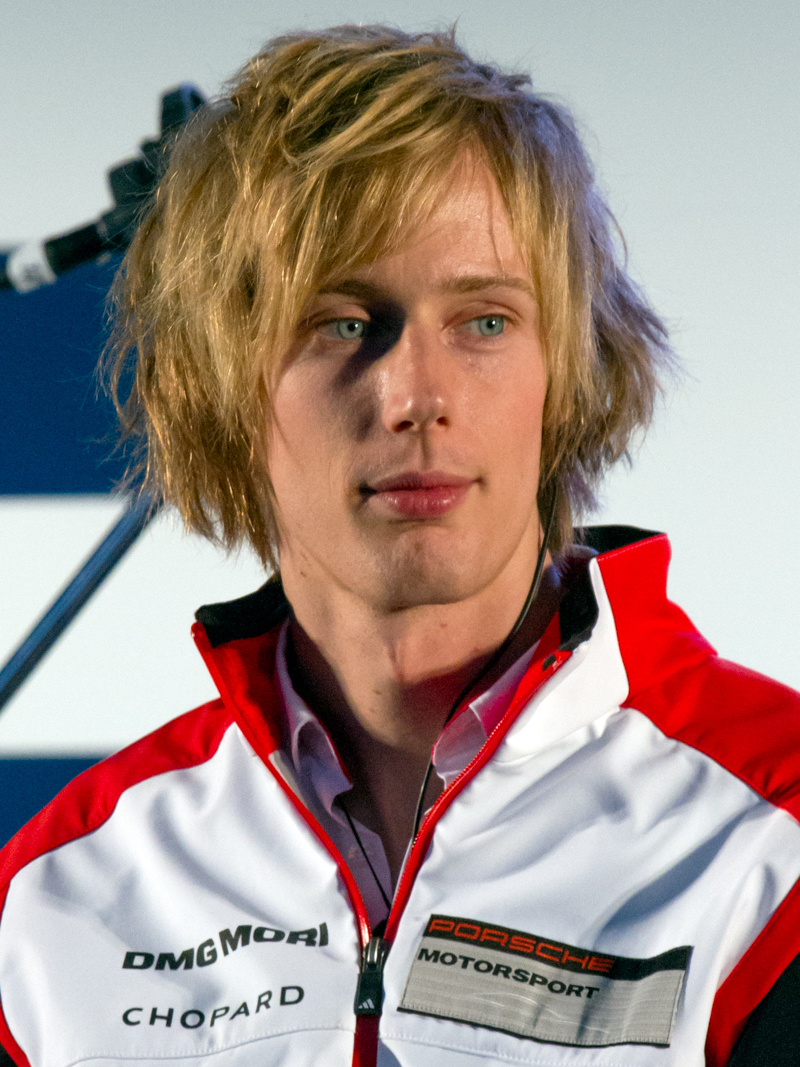
Brendon Hartley durante il Campionato del mondo endurance 2014.

Nel 2014 la Porsche lo ingaggia per correre con la 919 nel Mondiale Endurance. I suoi compagni di equipaggio sono Mark Webber e Timo Bernhard. L'esordio a Silverstone è decisamente positivo, con i tre che vanno subito a podio con un buon terzo posto. A Spa sono solo 12º assoluti per un problema tecnico, poi arriva Le Mans: alla classica francese, i tre fanno una buona gara, stando spesso in testa e lottando per il podio, fino alla 20ª ora di gara, quando, mentre era alla guida Webber, la 919 n20 è costretta al ritiro per un problema tecnico. Ad Austin sono quinti, mentre al Fuji ritornano sul podio con un terzo posto. Sesti a Shangai, sono di nuovi terzi in Bahrein, alle spalle della Toyota di Conway-Wurz-Sarrazzin e all'altra Porsche di Jani-Dumas-Lieb. All'ultima gara a San Paolo, Hartley i suoi compagni si tolgono la soddisfazione della pole, ma in gara Webber rimane coinvolto in un terribile incidente, e sono costretti al ritiro. A fine campionato Hartley (con i suoi compagni) è nono con 64,5 punti.

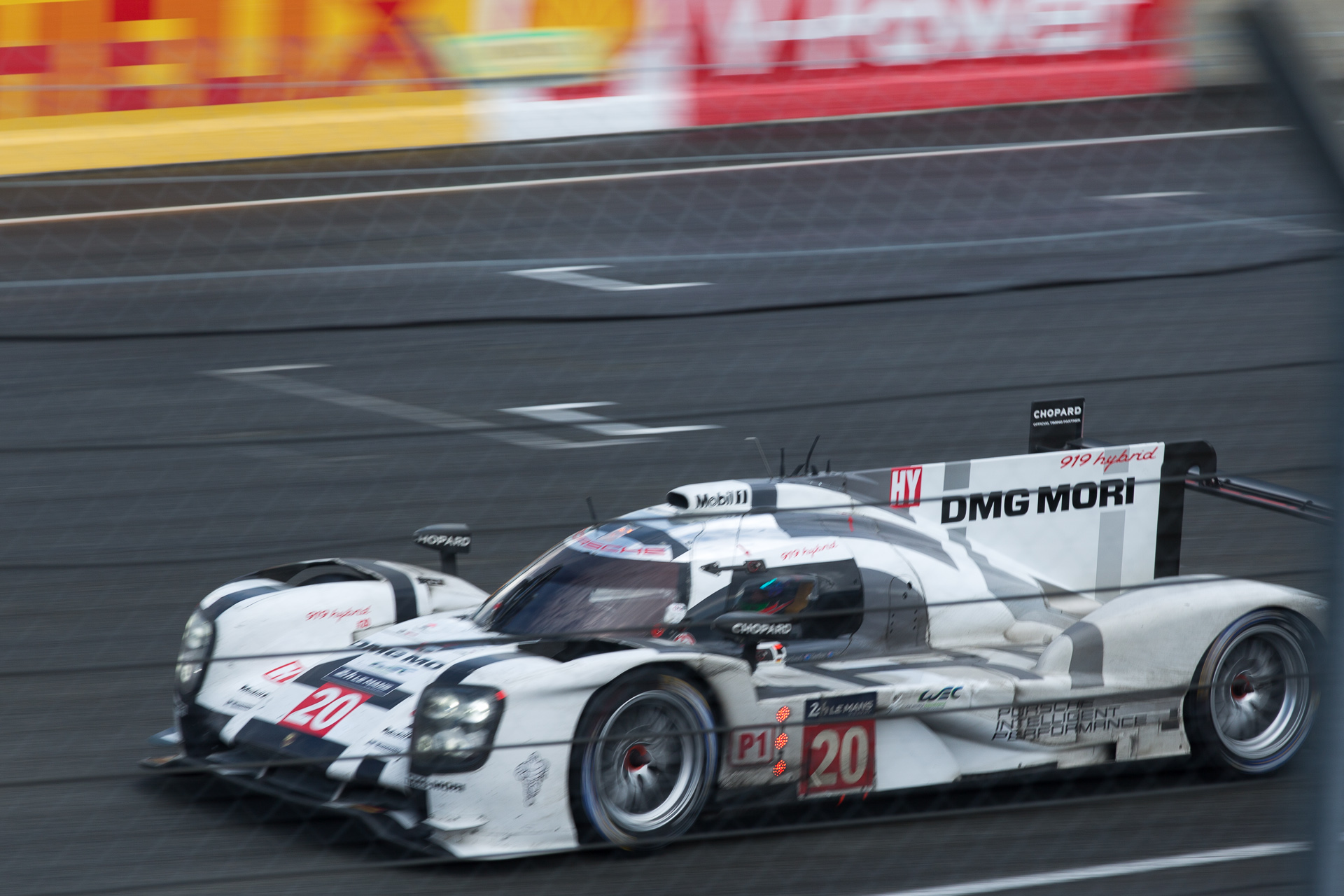
Hartley nel 2014 sulla Porsche 919 Hybrid

Il 2015 inizia abbastanza bene per Hartley, a Silverstone lui, Webber e Bernhard partono in pole, ma in gara si ritirano per un problema alla trasmissione. Alla 6 Ore di Spa è di nuovo in pole, ma per un errore di guida deve scontare un drive-through, inoltre perde alcuni giri per un problema tecnico. I suoi compagni riescono comunque a recuperare fino al terzo posto. Alla fine della stagione si laurea campione del mondo insieme ai suoi due compagni.
Nel 2017, a bordo di una Porsche 919 Hybrid, dopo una gara assai travagliata vince l'ottantacinquesima edizione della 24 ore di Le Mans, assieme a Timo Bernhard ed Earl Bamber. Si laureano campioni del mondo del WEC con una gara di anticipo.

#### SMP Racing (2019)
Nella stagione 2019-2020 ritorna a correre nella categoria con il team SMP Racing. Contemporaneamente, viene assunto dal team Action Express Racing per partecipare al WeatherTech SportsCar Championship.

#### Toyota Gazoo Racing (2019-presente)
Per la stagione 2019-2020 del WEC Fernando Alonso lascia la Toyota Gazoo Racing ed al suo posto viene scelto Hartley. Nel suo primo anno fa squadra con Sébastien Buemi e Kazuki Nakajima, l'equipaggio vince due eventi, la 6 Ore del Fuji e la 24 Ore di Le Mans, in campionato chiudo secondo dietro l'altra Toyota TS050 Hybrid.
Per la stagione 2021 la Toyota porta in pista la nuova GR010 Hybrid, Hartley vince altri tre eventi ma non basta per vincere il campionato. L'anno seguente, Nakajima viene sostituito da Ryō Hirakawa al fianco di Hartley e Buemi. L'equipaggio vince la 24 Ore di Le Mans, la terza volta per il neozelandese, nel resto del anno il team vince anche la 6 Ore del Fuji e diventano campioni, per Hartley è il terzo successo.
Per la stagione 2023 Hartley viene confermato dalla Toyota insieme a Buemi e Hirakawa. Dopo il secondo posto a Sebring il team torna alla vittoria durante la 6 Ore di Portimão.

### Campionato IMSA
In concomitanza con i suoi impegni nel Campionato del mondo endurance dal 2014 Hartley partecipa a diverse gare del Campionato IMSA WeatherTech SportsCar. Nel 2017 alla guida della Nissan Onroak DPi vince la Petit Le Mans insieme a Scott Sharp e Ryan Dalziel, mentre nel 2019 arriva terzo nella 12 Ore di Sebring insieme a Filipe Albuquerque e João Barbosa.
Dopo due anni d'assenza ritorna nella serie americana partecipando alla Petit Le Mans del 2022 e alla 24 Ore di Daytona del 2023 con il team Wayne Taylor Racing alla guida della Acura ARX-06.

## Risultati

### Riassunto della carriera
| Stagione | Campionato                                | Squadra                  | Gare                             | Vittorie                         | Pole                             | G/V                              | Podi                             | Punti                            | Pos.                             |
| -------- | ----------------------------------------- | ------------------------ | -------------------------------- | -------------------------------- | -------------------------------- | -------------------------------- | -------------------------------- | -------------------------------- | -------------------------------- |
| 2002–03  | Formula First Nuova Zelanda               |                          | 6                                | 0                                | ?                                | ?                                | 0                                | 335                              | 8º                               |
| 2003–04  | Formula Ford Nuova Zelanda                |                          | 18                               | 6                                | 6                                | 3                                | 9                                | 239                              | 2º                               |
| 2005     | Formula Toyota                            | GVI                      | 15                               | 3                                | 1                                | 2                                | 7                                | 807                              | 3º                               |
| 2005–06  | Formula Toyota                            | Victory Motorsport       | 12                               | 1                                | 0                                | 0                                | 8                                | 711                              | 8º                               |
| 2006     | Formula Renault 2.0 NEC                   | Motorsport Arena         | 14                               | 0                                | 0                                | 1                                | 1                                | 151                              | 10º                              |
| 2006     | Eurocup Formula Renault 2.0               | Motorsport Arena         | 14                               | 0                                | 0                                | 0                                | 0                                | 21                               | 13º                              |
| 2006–07  | Formula Toyota                            | Mark Petch Motorsport    | 1                                | 0                                | 0                                | 0                                | 0                                | 0                                | N.C.                             |
| 2007     | Eurocup Formula Renault 2.0               | Epsilon Red Bull Team    | 14                               | 4                                | 6                                | 4                                | 8                                | 134                              | 1º                               |
| 2007     | Formula Renault 2.0 Italia                | Epsilon Red Bull Team    | 14                               | 1                                | 1                                | 5                                | 5                                | 236                              | 3º                               |
| 2007     | Masters di Formula 3                      | ASL Mücke Motorsport     | 1                                | 0                                | 0                                | 0                                | 0                                | N.A.                             | 4º                               |
| 2007     | Gran Premio di Macao                      | Carlin Motorsport        | 1                                | 0                                | 0                                | 0                                | 0                                | N.A.                             | 12º                              |
| 2008     | F3 britannica                             | Carlin Motorsport        | 22                               | 5                                | 5                                | 4                                | 11                               | 208                              | 3º                               |
| 2008     | Formula 3 Euro Series                     | Carlin Motorsport        | 6                                | 0                                | 0                                | 0                                | 0                                | 0                                | N.C.†                            |
| 2008     | Formula 3 Euro Series                     | RC Motorsport            | 2                                | 0                                | 0                                | 0                                | 0                                | 0                                | N.C.†                            |
| 2008     | Masters di Formula 3                      | Carlin Motorsport        | 1                                | 0                                | 0                                | 0                                | 0                                | N.A.                             | 5º                               |
| 2008     | Gran Premio di Macao                      | Carlin Motorsport        | 1                                | 0                                | 0                                | 1                                | 1                                | N.A.                             | 3º                               |
| 2008     | Formula 1                                 | Scuderia Toro Rosso      | Collaudatore                     | Collaudatore                     | Collaudatore                     | Collaudatore                     | Collaudatore                     | Collaudatore                     | Collaudatore                     |
| 2009     | Formula 3 Euro Series                     | Carlin Motorsport        | 16                               | 1                                | 0                                | 0                                | 1                                | 15                               | 11º                              |
| 2009     | Formula Renault 3.5 Series                | Tech 1 Racing            | 13                               | 0                                | 1                                | 3                                | 1                                | 26                               | 15º                              |
| 2009     | Formula 1                                 | Scuderia Toro Rosso      | Collaudatore e pilota di riserva | Collaudatore e pilota di riserva | Collaudatore e pilota di riserva | Collaudatore e pilota di riserva | Collaudatore e pilota di riserva | Collaudatore e pilota di riserva | Collaudatore e pilota di riserva |
| 2009     | Formula 1                                 | Red Bull Racing          | Collaudatore e pilota di riserva | Collaudatore e pilota di riserva | Collaudatore e pilota di riserva | Collaudatore e pilota di riserva | Collaudatore e pilota di riserva | Collaudatore e pilota di riserva | Collaudatore e pilota di riserva |
| 2009     | Gran Premio di Macao                      | Carlin Motorsport        | 1                                | 0                                | 0                                | 0                                | 0                                | N.A.                             | N.C.                             |
| 2010     | Formula 1                                 | Scuderia Toro Rosso      | Collaudatore e pilota di riserva | Collaudatore e pilota di riserva | Collaudatore e pilota di riserva | Collaudatore e pilota di riserva | Collaudatore e pilota di riserva | Collaudatore e pilota di riserva | Collaudatore e pilota di riserva |
| 2010     | Formula 1                                 | Red Bull Racing          | Collaudatore e pilota di riserva | Collaudatore e pilota di riserva | Collaudatore e pilota di riserva | Collaudatore e pilota di riserva | Collaudatore e pilota di riserva | Collaudatore e pilota di riserva | Collaudatore e pilota di riserva |
| 2010     | Formula Renault 3.5 Series                | Tech 1 Racing            | 11                               | 0                                | 0                                | 2                                | 1                                | 50                               | 10º                              |
| 2010     | Formula Renault 3.5 Series                | P1 Motorsport            | 2                                | 0                                | 0                                | 0                                | 0                                | 50                               | 10º                              |
| 2010     | GP2 Series                                | Coloni                   | 4                                | 0                                | 0                                | 0                                | 0                                | 1                                | 27º                              |
| 2011     | Formula Renault 3.5 Series                | Gravity–Charouz Racing   | 16                               | 0                                | 0                                | 2                                | 3                                | 95                               | 7º                               |
| 2011     | GP2 Series                                | Ocean Racing Technology  | 4                                | 0                                | 0                                | 0                                | 0                                | 4                                | 19º                              |
| 2012     | 24 Ore di Le Mans - LMP2                  | Murphy Prototypes        | 1                                | 0                                | 0                                | 0                                | 0                                | N.A.                             | 7º                               |
| 2012     | GP2 Series                                | Ocean Racing Technology  | 4                                | 0                                | 0                                | 0                                | 0                                | 1                                | 25º                              |
| 2012     | Formula 1                                 | Mercedes AMG F1          | Collaudatore                     | Collaudatore                     | Collaudatore                     | Collaudatore                     | Collaudatore                     | Collaudatore                     | Collaudatore                     |
| 2013     | 24 Ore di Le Mans - LMP2                  | Murphy Prototypes        | 1                                | 0                                | 0                                | 0                                | 0                                | N.A.                             | 6º                               |
| 2013     | Rolex Sports Car Series                   | Starworks Motorsport     | 11                               | 1                                | 1                                | 2                                | 2                                | 252                              | 12º                              |
| 2013     | Formula 1                                 | Mercedes AMG F1          | Collaudatore                     | Collaudatore                     | Collaudatore                     | Collaudatore                     | Collaudatore                     | Collaudatore                     | Collaudatore                     |
| 2014     | Campionato del Mondo Endurance FIA - LMP1 | Porsche Team             | 8                                | 0                                | 1                                | 1                                | 3                                | 64,5                             | 9º                               |
| 2014     | 24 Ore di Le Mans - LMP1                  | Porsche Team             | 1                                | 0                                | 0                                | 0                                | 0                                | N.A.                             | N.C.                             |
| 2014     | United SportsCar Championship             | Starworks Motorsport     | 1                                | 0                                | 0                                | 0                                | 0                                | 15                               | 55º                              |
| 2015     | Campionato del Mondo Endurance FIA - LMP1 | Porsche Team             | 8                                | 4                                | 5                                | 0                                | 6                                | 166                              | 1º                               |
| 2015     | 24 Ore di Le Mans - LMP1                  | Porsche Team             | 1                                | 0                                | 0                                | 0                                | 0                                | N.A.                             | 2º                               |
| 2015     | United SportsCar Championship             | Starworks Motorsport     | 1                                | 0                                | 0                                | 0                                | 0                                | 23                               | 30º                              |
| 2016     | Campionato del Mondo Endurance FIA - LMP1 | Porsche Team             | 9                                | 4                                | 2                                | 3                                | 6                                | 134,5                            | 4º                               |
| 2016     | 24 Ore di Le Mans - LMP1                  | Porsche Team             | 1                                | 0                                | 0                                | 0                                | 0                                | N.A.                             | 13º                              |
| 2016     | WeatherTech SportsCar Championship        | Ford Chip Ganassi Racing | 1                                | 0                                | 0                                | 0                                | 0                                | 27                               | 27º                              |
| 2017     | Campionato del Mondo Endurance FIA - LMP1 | Porsche Team             | 9                                | 4                                | 2                                | 0                                | 8                                | 208                              | 1º                               |
| 2017     | 24 Ore di Le Mans - LMP1                  | Porsche Team             | 1                                | 1                                | 0                                | 0                                | 1                                | N/A                              | 1º                               |
| 2017     | WeatherTech SportsCar Championship        | Tequila Patrón ESM       | 3                                | 1                                | 0                                | 0                                | 1                                | 80                               | 19º                              |
| 2017     | Formula 1                                 | Scuderia Toro Rosso      | 4                                | 0                                | 0                                | 0                                | 0                                | 0                                | 23º                              |
| 2018     | Formula 1                                 | Scuderia Toro Rosso      | 21                               | 0                                | 0                                | 0                                | 0                                | 4                                | 19º                              |
| 2019-20  | Formula E                                 | Geox Dragon              | 5                                | 0                                | 0                                | 0                                | 0                                | 2                                | 23º                              |
| 2019-20  | Campionato del Mondo Endurance FIA - LMP1 | Toyota Gazoo Racing      | 8                                | 2                                | 1                                | 1                                | 8                                | 202                              | 2º                               |
| 2020     | 24 Ore di Le Mans - LMP1                  | Toyota Gazoo Racing      | 1                                | 1                                | 0                                | 0                                | 1                                | N/A                              | 1º                               |
| 2021     | Campionato del Mondo Endurance FIA - LMH  | Toyota Gazoo Racing      | 6                                | 3                                | 1                                | 3                                | 5                                | 168                              | 2º                               |
| 2021     | 24 Ore di Le Mans - LMH                   | Toyota Gazoo Racing      | 1                                | 0                                | 0                                | 1                                | 1                                | N/A                              | 2º                               |
| 2022     | Campionato del Mondo Endurance FIA - LMH  | Toyota Gazoo Racing      | 6                                | 2                                | 2                                | 0                                | 5                                | 149                              | 1º                               |
| 2022     | 24 Ore di Le Mans - LMH                   | Toyota Gazoo Racing      | 1                                | 1                                | 0                                | 0                                | 1                                | N/A                              | 1º                               |

† Hartley non aveva diritto a prendere punti.
* Stagione in corso.

### F3 Euro Series
(legenda) (Le gare in grassetto indicano la pole position) (Le gare in corsivo indicano Gpv)
| Anno | Team                                  | Telaio           | Motore     | 1   | 2   | 3   | 4   | 5   | 6   | 7   | 8   | 9   | 10  | 11  | 12  | 13  | 14  | 15  | 16  | 17  | 18  | 19  | 20  | Punti | Pos. |
| ---- | ------------------------------------- | ---------------- | ---------- | --- | --- | --- | --- | --- | --- | --- | --- | --- | --- | --- | --- | --- | --- | --- | --- | --- | --- | --- | --- | ----- | ---- |
| 2008 | R.C. Motorsport powered by Volkswagen | Dallara F308/077 | Volkswagen | HOC | HOC | MUG | MUG | PAU | PAU | NOR | NOR | ZAN | ZAN | NÜR | NÜR | BRH | BRH |     |     |     |     |     |     | 0†    | NC†  |
| 2008 | R.C. Motorsport powered by Volkswagen | Dallara F308/077 | Volkswagen |     |     |     |     |     |     |     |     |     |     | Rit | 14  |     |     |     |     |     |     |     |     | 0†    | NC†  |
| 2008 | Carlin Motorsport                     | Dallara F308/055 | Mercedes   |     |     |     |     |     |     |     |     |     |     |     |     |     |     | CAT | CAT | BUG | BUG | HOC | HOC | 0†    | NC†  |
| 2008 | Carlin Motorsport                     | Dallara F308/055 | Mercedes   |     |     |     |     |     |     |     |     |     |     |     |     |     |     | 14  | 6   | 8   | 22  | Rit | 14  | 0†    | NC†  |
| 2009 | Carlin Motorsport                     | Dallara F308/074 | Volkswagen | HOC | HOC | LAU | LAU | NOR | NOR | ZAN | ZAN | OSC | OSC | NÜR | NÜR | BRH | BRH | CAT | CAT | DIJ | DIJ | HOC | HOC | 11    | 15º  |
| 2009 | Carlin Motorsport                     | Dallara F308/074 | Volkswagen | 19  | Rit | 4   | 4   | Rit | 11  | 10  | 8   | 21  | 21  | 22  | 17  | 8   | 1   |     |     | Rit | 11  |     |     | 11    | 15º  |

† Poiché Hartley era un pilota ospite, non era idoneo a segnare punti in campionato.

### Formula Renault 3.5 Series
(legenda) (Le gare in grassetto indicano la pole position) (Le gare in corsivo indicano Gpv)
| Stagione | Team                   | 1   | 2   | 3   | 4   | 5   | 6   | 7   | 8   | 9   | 10  | 11  | 12  | 13  | 14  | 15  | 16  | 17  | Punti | Pos. |
| -------- | ---------------------- | --- | --- | --- | --- | --- | --- | --- | --- | --- | --- | --- | --- | --- | --- | --- | --- | --- | ----- | ---- |
| 2009     | Tech 1 Racing          | CAT | CAT | SPA | SPA | MON | HUN | HUN | SIL | SIL | BUG | BUG | ALG | ALG | NÜR | NÜR | ALC | ALC | 26    | 15º  |
| 2009     | Tech 1 Racing          | 12  | 9   | 11  | 10  | 17  | 17  | 12  | 5   | 13  |     |     |     |     | 13  | 2   | 15  | 16  | 26    | 15º  |
| 2010     | Tech 1 Racing          | ALC | ALC | SPA | SPA | MON | BRN | BRN | MAG | MAG | HUN | HUN | HOC | HOC |     |     |     |     | 50    | 10º  |
| 2010     | Tech 1 Racing          | 6   | 6   | Rit | 6   | 4   | 2   | 6   | Rit | Rit | 4   | 9   |     |     |     |     |     |     | 50    | 10º  |
| 2010     | P1 Motorsport          |     |     |     |     |     |     |     |     |     |     |     |     |     | SIL | SIL | CAT | CAT | 50    | 10º  |
| 2010     | P1 Motorsport          |     |     |     |     |     |     |     |     |     |     |     |     |     | Rit | 15  |     |     | 50    | 10º  |
| 2011     | Gravity–Charouz Racing | ALC | ALC | SPA | SPA | MNZ | MNZ | MON | NÜR | NÜR | HUN | HUN | SIL | SIL | LEC | LEC | CAT | CAT | 95    | 7º   |
| 2011     | Gravity–Charouz Racing | 21  | Rit | 4   | 8   | 5   | Rit | 3   | 15  | 7   | 8   | 5   | 21  | 7   | 3   | 20  | NP  | 3   | 95    | 7º   |

### GP2 Series
(legenda) (Le gare in grassetto indicano la pole position) (Le gare in corsivo indicano Gpv)
| Stagione | Team                    | 1   | 2   | 3    | 4    | 5    | 6    | 7   | 8   | 9   | 10  | 11  | 12  | 13  | 14  | 15  | 16  | 17  | 18  | 19  | 20  | 21  | 22  | 23  | 24  | Punti | Pos. |
| -------- | ----------------------- | --- | --- | ---- | ---- | ---- | ---- | --- | --- | --- | --- | --- | --- | --- | --- | --- | --- | --- | --- | --- | --- | --- | --- | --- | --- | ----- | ---- |
| 2010     | Coloni                  | CAT | CAT | MON  | MON  | IST  | IST  | VAL | VAL | SIL | SIL | HOC | HOC | HUN | HUN | SPA | SPA | MNZ | MNZ | YMC | YMC |     |     |     |     | 1     | 27º  |
| 2010     | Coloni                  |     |     |      |      |      |      |     |     |     |     |     |     |     |     |     |     | Rit | Rit | 9   | 6   |     |     |     |     | 1     | 27º  |
| 2011     | Ocean Racing Technology | IST | IST | CAT  | CAT  | MON  | MON  | VAL | VAL | SIL | SIL | NÜR | NÜR | HUN | HUN | SPA | SPA | MNZ | MNZ |     |     |     |     |     |     | 4     | 19º  |
| 2011     | Ocean Racing Technology |     |     |      |      |      |      |     |     |     |     |     |     |     |     | 5   | 9   | 22  | 20  |     |     |     |     |     |     | 4     | 19º  |
| 2012     | Ocean Racing Technology | SEP | SEP | BHR1 | BHR1 | BHR2 | BHR2 | CAT | CAT | MON | MON | VAL | VAL | SIL | SIL | HOC | HOC | HUN | HUN | SPA | SPA | MNZ | MNZ | SGP | SGP | 1     | 25º  |
| 2012     | Ocean Racing Technology |     |     | 10   | Rit  | 13   | 16   |     |     |     |     |     |     |     |     |     |     |     |     |     |     |     |     |     |     | 1     | 25º  |

### Formula 1
| 2017 | Scuderia   | Vettura |  |  |  |  |  |  |  |  |  |  |  |  |  |  |  |  |    |     |     |    |  |  |  |  | Punti | Pos. |
| ---- | ---------- | ------- |  |  |  |  |  |  |  |  |  |  |  |  |  |  |  |  | -- | --- | --- | -- |  |  |  |  | ----- | ---- |
| 2017 | Toro Rosso | STR12   |  |  |  |  |  |  |  |  |  |  |  |  |  |  |  |  | 13 | Rit | Rit | 15 |  |  |  |  | 0     | 23º  |

| 2018 | Scuderia   | Vettura |    |    |    |    |    |    |     |    |     |     |    |    |    |     |    |     |    |   |    |    |    |  |  |  | Punti | Pos. |
| ---- | ---------- | ------- | -- | -- | -- | -- | -- | -- | --- | -- | --- | --- | -- | -- | -- | --- | -- | --- | -- | - | -- | -- | -- |  |  |  | ----- | ---- |
| 2018 | Toro Rosso | STR13   | 15 | 17 | 20 | 10 | 12 | 19 | Rit | 14 | Rit | Rit | 10 | 11 | 14 | Rit | 17 | Rit | 13 | 9 | 14 | 11 | 12 |  |  |  | 4     | 19º  |

| Legenda | 1º posto     | 2º posto | 3º posto    | A punti         | Senza punti/Non class.  | Grassetto – Pole position Corsivo – Giro più veloce |
| Legenda | Squalificato | Ritirato | Non partito | Non qualificato | Solo prove/Terzo pilota | Grassetto – Pole position Corsivo – Giro più veloce |

### Formula E
| Anno    | Squadra     | Vettura           | 1      | 2     | 3       | 4      | 5      | 6   | 7   | 8   | 9   | 10  | 11  | Punti | Pos. |
| ------- | ----------- | ----------------- | ------ | ----- | ------- | ------ | ------ | --- | --- | --- | --- | --- | --- | ----- | ---- |
| 2019-20 | Geox Dragon | Spark-Penske EV-4 | DIR 19 | DIR 9 | SAN Rit | MEX 12 | MAR 19 | BER | BER | BER | BER | BER | BER | 2     | 23º  |

| Legenda | 1º posto                | 2º posto        | 3º posto            | A punti      | Senza punti |
| Legenda | Solo prove/Terzo pilota | Non qualificato | Ritirato/Non class. | Squalificato | Non partito |

### Endurance

#### 24 Ore di Le Mans
| Anno | Classe   | N° | Gomme | Vettura                                               | Squadra             | Co-piloti                       | Giri | Pos. Assol. | Pos. di Classe |
| ---- | -------- | -- | ----- | ----------------------------------------------------- | ------------------- | ------------------------------- | ---- | ----------- | -------------- |
| 2012 | LMP2     | 48 | D     | Oreca 03 Nissan VK45DE 4.5L V8                        | Murphy Prototypes   | Jody Firth Warren Hughes        | 196  | Rit         | Rit            |
| 2013 | LMP2     | 48 | D     | Oreca 03 Nissan VK45DE 4.5L V8                        | Murphy Prototypes   | Karun Chandhok Mark Patterson   | 319  | 13º         | 7º             |
| 2014 | LMP1-H   | 20 | M     | Porsche 919 Hybrid Porsche 2.0 L Turbo V4             | Porsche Team        | Timo Bernhard Mark Webber       | 346  | NC          | NC             |
| 2015 | LMP1     | 17 | M     | Porsche 919 Hybrid Porsche 2.0 L Turbo V4             | Porsche Team        | Timo Bernhard Mark Webber       | 394  | 2º          | 2º             |
| 2016 | LMP1     | 1  | M     | Porsche 919 Hybrid Porsche 2.0 L Turbo V4             | Porsche Team        | Timo Bernhard Mark Webber       | 346  | 13°         | 5°             |
| 2017 | LMP1     | 2  | M     | Porsche 919 Hybrid Porsche 2.0 L Turbo V4             | Porsche LMP Team    | Timo Bernhard Earl Bamber       | 367  | 1º          | 1º             |
| 2020 | LMP1     | 8  | M     | Toyota TS050 Hybrid Toyota 2.4 L Bi-turbo V6          | Toyota Gazoo Racing | Sébastien Buemi Kazuki Nakajima | 387  | 1º          | 1º             |
| 2021 | Hypercar | 8  | M     | Toyota GR010 Hybrid Toyota 3.5 L V6 Twin-Turbo Hybrid | Toyota Gazoo Racing | Sébastien Buemi Kazuki Nakajima | 369  | 2º          | 2º             |
| 2022 | Hypercar | 8  | M     | Toyota GR010 Hybrid Toyota 3.5 L V6 Twin-Turbo Hybrid | Toyota Gazoo Racing | Sébastien Buemi Ryō Hirakawa    | 380  | 1º          | 1º             |
| 2023 | Hypercar | 8  | M     | Toyota GR010 Hybrid Toyota 3.5 L V6 Twin-Turbo Hybrid | Toyota Gazoo Racing | Sébastien Buemi Ryō Hirakawa    | 342  | 2º          | 2º             |
| 2024 | Hypercar | 8  | M     | Toyota GR010 Hybrid Toyota 3.5 L V6 Twin-Turbo Hybrid | Toyota Gazoo Racing | Sébastien Buemi Ryō Hirakawa    | 311  | 5º          | 5º             |
| 2024 | Hypercar | 8  | M     | Toyota GR010 Hybrid Toyota 3.5 L V6 Twin-Turbo Hybrid | Toyota Gazoo Racing | Sébastien Buemi Ryō Hirakawa    | 380  | 15º         | 15º            |

#### Le Mans Series
| Anno    | Squadra           | Classe | Vettura     | LEC | DON | PET |     |     | Punti | Pos. |
| ------- | ----------------- | ------ | ----------- | --- | --- | --- | --- | --- | ----- | ---- |
| 2012    | Murphy Prototypes | LMP2   | MG-Oreca 03 |     | 3   | Rit |     |     | 15    | 10º  |
| Anno    | Squadra           | Classe | Vettura     | SIL | IMO | RBR | HUN | LEC | Punti | Pos. |
| 2013    | Murphy Prototypes | LMP2   | Oreca 03    | 7   | 6   | 7   | 2   | 1   | 64    | 5º   |
| Legenda |                   |        |             |     |     |     |     |     |       |      |

#### Campionato del mondo endurance
Nel 2012 la Coppa del Mondo Endurance FIA è stata assegnata solo ai Costruttori; nel 2013 è stata istituita anche quella per i piloti.
| Anno    | Squadra             | Classe   | Vettura             | SEB | SPA | LMS | SIL | SÃO | BHR | FUJ | SHA |     | Punti | Pos. |
| ------- | ------------------- | -------- | ------------------- | --- | --- | --- | --- | --- | --- | --- | --- | --- | ----- | ---- |
| 2012    | Murphy Prototypes   | LMP2     | Oreca 03            |     | 3   | Rit | 9   |     |     |     |     |     | 0     | NC†  |
| Anno    | Squadra             | Classe   | Vettura             | SIL | SPA | LMS | SÃO | COA | FUJ | SHA | BHR |     | Punti | Pos. |
| 2013    | Murphy Prototypes   | LMP2     | Oreca 03            |     |     | 7   |     |     |     |     |     |     | 0     | NC†  |
| Anno    | Squadra             | Classe   | Vettura             | SIL | SPA | LMS | COA | FUJ | SHA | BHR | SÃO |     | Punti | Pos. |
| 2014    | Porsche Team        | LMP1-H   | Porsche 919 Hybrid  | 3   | 12  | NC  | 5   | 3   | 6   | 3   | Rit |     | 64.5  | 9º   |
| Anno    | Squadra             | Classe   | Vettura             | SIL | SPA | LMS | NÜR | COA | FUJ | SHA | BHR |     | Punti | Pos. |
| 2015    | Porsche Team        | LMP1     | Porsche 919 Hybrid  | Rit | 3   | 2   | 1   | 1   | 1   | 1   | 5   |     | 166   | 1º   |
| Anno    | Squadra             | Classe   | Vettura             | SIL | SPA | LMS | NÜR | MEX | COA | FUJ | SHA | BHR | Punti | Pos. |
| 2016    | Porsche Team        | LMP1     | Porsche 919 Hybrid  | Rit | 26  | 10  | 1   | 1   | 1   | 3   | 1   | 3   | 134.5 | 4º   |
| Anno    | Squadra             | Classe   | Vettura             | SIL | SPA | LMS | NÜR | MEX | COA | FUJ | SHA | BHR | Punti | Pos. |
| 2017    | Porsche Team        | LMP1     | Porsche 919 Hybrid  | 2   | 3   | 1   | 1   | 1   | 1   | 4   | 2   | 2   | 208   | 1º   |
| Anno    | Squadra             | Classe   | Vettura             | SPA | LMS | SIL | FUJ | SHA | SEB | SPA | LMS |     | Punti | Pos. |
| 2018-19 | SMP Racing          | LMP1     | BR Engineering BR1  |     |     |     |     |     | 3   |     |     |     | 19    | 18º  |
| Anno    | Squadra             | Classe   | Vettura             | SIL | FUJ | SHA | BHR | COA | SPA | LMS | BHR |     | Punti | Pos. |
| 2019-20 | Toyota Gazoo Racing | LMP1     | Toyota TS050 Hybrid | 2   | 1   | 2   | 2   | 2   | 2   | 1   | 2   |     | 202   | 2º   |
| Anno    | Squadra             | Classe   | Vettura             | SPA | ALG | MON | LMS | BHR | BHR |     |     |     | Punti | Pos. |
| 2021    | Toyota Gazoo Racing | Hypercar | Toyota GR010 Hybrid | 1   | 1   | 4   | 2   | 2   | 1   |     |     |     | 168   | 2º   |
| Anno    | Squadra             | Classe   | Vettura             | SEB | SPA | LMS | MON | FUJ | BHR |     |     |     | Punti | Pos. |
| 2022    | Toyota Gazoo Racing | Hypercar | Toyota GR010 Hybrid | 2   | Rit | 1   | 2   | 1   | 2   |     |     |     | 149   | 1°   |
| Anno    | Squadra             | Classe   | Vettura             | SEB | ALG | SPA | LMS | MON | FUJ | BHR |     |     | Punti | Pos. |
| 2023    | Toyota Gazoo Racing | Hypercar | Toyota GR010 Hybrid | 2   | 1   | 2   | 2   | 6   | 2   | 1   |     |     | 172   | 1°   |
| Anno    | Squadra             | Classe   | Vettura             | QAT | IMO | SPA | LMS | SÃO | COA | FUJ | BHR |     | Punti | Pos. |
| 2024    | Toyota Gazoo Racing | Hypercar | Toyota GR010 Hybrid | 8   | 5   | 6   | 5   | 1   | 15  | 10  | 1   |     | 109   | 4°   |
| Anno    | Squadra             | Classe   | Vettura             | QAT | IMO | SPA | LMS | SÃO | COA | FUJ | BHR |     | Punti | Pos. |
| 2025    | Toyota Gazoo Racing | Hypercar | Toyota GR010 Hybrid | 5   | 5   | 4   | 14  | 15  |     |     |     |     | 37*   |      |
| Legenda |                     |          |                     |     |     |     |     |     |     |     |     |     |       |      |

* Stagione in corso. † Poiché Hartley era un pilota ospite, non era idoneo a segnare punti.

#### Rolex Sports Car Series
(legenda) (Le gare in grassetto indicano la pole position) (Le gare in corsivo indicano Gpv)
| Anno | Squadra              | Classe | Vettura          | 1      | 2      | 3      | 4      | 5     | 6      | 7     | 8     | 9     | 10    | 11     | 12  | Punti | Pos. |
| ---- | -------------------- | ------ | ---------------- | ------ | ------ | ------ | ------ | ----- | ------ | ----- | ----- | ----- | ----- | ------ | --- | ----- | ---- |
| 2013 | Starworks Motorsport | DP     | Riley Mk XXVI DP | DAY 14 | TXS 13 | BAR 12 | ATL 10 | DET 8 | MDO 10 | WGL 3 | IMS 4 | ELK 1 | KAN 6 | LGA 16 | LRP | 252   | 12º  |

#### Campionato IMSA WeatherTech SportsCar
| Anno    | Squadra                    | Classe | Vettura                | 1      | 2       | 3   | 4   | 5   | 6   | 7   | 8   | 9   | 10    | 11  | Punti | Pos. |
| ------- | -------------------------- | ------ | ---------------------- | ------ | ------- | --- | --- | --- | --- | --- | --- | --- | ----- | --- | ----- | ---- |
| 2014    | Starworks Motorsport       | P      | Riley Mk XXVI DP       | DAY 17 | SEB     | LBH | LGA | BEL | WGL | MOS | IMS | ELK | COA   | ATL | 15    | 55º  |
| 2015    | Starworks Motorsport       | P      | Riley Mk XXVI DP       | DAY 9  | SEB WD* | LBH | LGA | BEL | WGL | MOS | ELK | COA | ATL   |     | 23    | 30º  |
| 2016    | Ford Chip Ganassi Racing   | P      | Ford EcoBoost Riley DP | DAY 5  | SEB     | LBH | LGA | BEL | WGL | MOS | ELK | COA | ATL   |     | 27    | 27º  |
| 2017    | Tequila Patrón ESM         | P      | Nissan Onroak DPi      | DAY 7  | SEB 10  | LBH | COA | BEL | WGL | MOS | ELK | LGA | ATL 1 |     | 80    | 19º  |
| 2019    | Mustang Sampling Racing    | DPi    | Cadillac DPi-V.R       | DAY    | SEB 3   | LBH | MDO | DET | WGL | MOS | ELK | LGA | PET   |     | 30    | 28º  |
| 2022    | WTR - Konica Minolta Acura | DPi    | Acura ARX-05           | DAY    | SEB     | LBH | LGA | MDO | DET | WGL | MOS | ELK | PET 6 |     | 280   | 22°  |
| 2023    | Wayne Taylor Racing        | GTP    | Acura ARX-06           | DAY 2  | SEB     | LBH | LGA | WGL | MOS | ROA | IMS | PET |       |     | 350*  |      |
| Legenda |                            |        |                        |        |         |     |     |     |     |     |     |     |       |     |       |      |

*Stagione in corso.